# Institut für Integrative Gestaltpädagogik und Seelsorge
Das Institut für Integrative Gestaltpädagogik und Seelsorge (IIGS) wurde 1983 in Graz von Albert Höfer und Mitarbeitern gegründet. 

## Leitideen
Das Institut will alle einladen, die ihre Kompetenzen im pädagogischen, beraterischen und seelsorglichen Bereich erweitern wollen. „Das Institut orientiert sich in seiner Arbeit an der Spiritualität der biblischen Botschaft und fördert das Studium, die Vermittlung, die Verbreitung und Weiterentwicklung der Integrativen Gestaltpädagogik und der psychagogisch orientierten christlichen Religionspädagogik, christlichen Lebens- und Sozialberatung und Seelsorge“ (aus dem Statut). Von Beginn an wird Ökumene gelebt und praktiziert.
Die Einführung in die Gestaltpädagogik findet in zwei- bis dreijährigen Grundkursen statt. Seit der internationalen Anerkennung und der Verleihung der EU-Marke findet die Gestaltpädagogik-Ausbildung auch an Pädagogischen Hochschulen statt. An der Universität Ljubljana in Slowenien wird eine Gestaltpädagogik-Ausbildung als Europastudium vorbereitet.

## Organisation
Das Institut wurde als Verein nach österreichischem Recht gegründet. Die Leitung liegt in den Händen eines demokratisch gewählten Vorstands, dem eine Obfrau bzw. ein Obmann vorsteht. Die bisherigen Obleute waren Albert Höfer, Hans Neuhold, Christa Horta Curbelo sowie Robert Michor und Brigitte Semmler. In den verschiedenen österreichischen Bundesländern gibt es Landesgruppen.
Durch die Bildungstätigkeit in der BRD kam es auch dort zu Gründungen von „Gestaltpädagogik-Vereinen“. Es gibt sechs Vereine in verschiedenen deutschen Bundesländern und regionalen Zusammenschlüssen. Auch in anderen europäischen Ländern (Luxemburg, Schweiz, Slowakei und Slowenien) wurden solche Vereine mit identischen Zielen des „Mutterinstituts“ gegründet. Die verschiedenen Institute und Vereine sind in der „ARGE-IGS“ gemeinsam organisiert. Stanko Gerjolj aus dem slowenischen Gestaltinstitut (DKGP) ist deren Geschäftsführer.
Das IIGS-Österreich gibt jährlich bis zu fünf Nummern einer gestaltpädagogischen Zeitschrift heraus. Zwei Nummern werden an alle deutschsprachigen Mitglieder versandt (Europaheft). Franz Feiner und Hans Neuhold betreuen die Redaktion.